# 宮沢氷魚
宮沢 氷魚（みやざわ ひお、1994年4月24日 - ）は、日本の俳優、ファッションモデル、タレント。本名、同じ。
東京都出身、国際基督教大学卒業。レプロエンタテインメント所属。『MEN'S NON-NO』専属モデル。父はシンガーソングライターの元THE BOOMのボーカル・宮沢和史、母はタレントの光岡ディオン。妻は女優の黒島結菜（事実婚）。身長184cm。

## 略歴
THE BOOMのボーカル・宮沢和史とタレントの光岡ディオンの間に長男としてアメリカ・カリフォルニア州サンフランシスコで生まれ、東京都で育つ。幼稚園から高校までインターナショナル・スクールに通い、カリフォルニア大学サンタクルーズ校から国際基督教大学に編入、2017年3月卒業。
父親のライブを観てから芸能界に興味を持っており、アメリカ留学中に自らレプロエンタテインメントに履歴書を送り、2015年6月より同社所属となる。同年開催の第30回『MEN'S NON-NO』専属モデルオーディションでグランプリを獲得し、9月発売の同誌10月号で同誌専属モデルとしてデビュー。当初より俳優を第一目標としており、2017年10月期のTBS系テレビドラマ『コウノドリ』にレギュラー出演して俳優としてもデビュー。2018年6月放送の『R134/湘南の約束』（NHK BSプレミアム）でドラマに初主演し、同年7月上演の舞台『BOAT』で初舞台にして初主演を務める。2020年1月、同性愛者を演じた映画『his』（ファントム・フィルム配給）で映画に初主演。
2024年1月16日、ファンクラブサイトを通じ、女優の黒島結菜とパートナー関係にあると公表し、黒島が妊娠していると明かした。結婚にはこだわらず「現時点では籍を入れる予定はありません」としている。7月12日、自身のファンクラブサイトを通じて黒島の第1子出産を報告した。

## 人物
父が日本人・母が日本人とアメリカ人のハーフ。日本語と英語のバイリンガルである。また、弟と妹がおり、弟はアメリカで弁護士をしている。芸能界で活躍してきた父親を目標の人物として尊敬している。
趣味は野球、釣り。また、陸上、クロスカントリー、サッカーが好き。野球では横浜DeNAベイスターズのファンで、2023年4月8日、ドラマ『ドラフトキング』の宣伝を兼ねて、同じくDeNAファンのムロツヨシと共に横浜スタジアムで始球式を行い審判を務めた。
野球好きな一方で昔からブランドものの服を着ることが好きなこともあり、自身のスマートなモデル体型を維持するため中学時代は野球部の筋トレから逃げ出していた。また、筋肉そのものに魅力を感じないと語っている。
特に好きな食べ物はタピオカミルクティーとカルボナーラ。また、甘いスイーツが大好き。
大学2年生の頃にアメリカで車を購入し、その車に乗って友達と2人で1カ月かけてサンフランシスコからアリゾナまで行ってまた戻ってくるというあてのない旅をした経験が楽しかったことから、現在も海外へ旅をすることが多忙な役者業の息抜きとなっている。
「氷魚（ひお）」という名前は本名。「どんな環境の変化でも生きていける」という琵琶湖にいる氷魚（ひうお）という鮎の稚魚に由来。父親が「どんなプレッシャーや環境の変化にも対応できて突き進んでいけるように」と命名。ポルトガル語でリオ（川の意。発音はヒオに近い）の意味も込められている。
自身のチャームポイントに唇を挙げている。
理想のデートプランはディズニーランドでのデート。

### 役者としての取り組み
共演した役者の中でも強く印象に残っている人物を聞かれた際は渡辺謙と綾野剛の名前を挙げており、休みもなく別々の作品と向き合わなければいけないような目が回りそうな期間には自身がまだまだ駆け出しの頃に映像作品で共演した綾野から言われた『遊園地に行くでも、映画を見にいくでも、美味しい食べ物を食べるでもなんでもいいんだよ。（どんなに忙しくても自分の仕事と全く関係のないものを）何か入れな』という言葉がずっと支えになっていると述べている。また、舞台で共演した渡辺謙からはかなりのベテランであるにもかかわらずその佇まいから『若い奴らには負けないぞ』というギラギラした気迫を感じ、そういった尊敬している先輩役者の現場への向き合い方や姿勢に強い影響を受けていると述べている。
映画『his』に主演した際は自身が育ってきた環境と日本の社会とのLGBTQへの認識が異なることにショックを受け、認知度を上げたいと思っていたところ映画のオファーが舞い込み快諾した。
2022年の映画『エゴイスト』では鈴木亮平との同性間での激しいセックスシーンを披露、宮沢はゲイの友人が自分の居場所に迷っていることから何か力になれるかもしれないと映画への出演を決めた。

## 出演
主演作品は役名を太字で表示

### テレビドラマ
- セシルボーイズ 第5話（2017年8月24日、フジテレビ） - 主演・宮沢氷魚 役
- コウノドリ 第2シリーズ（2017年10月13日 - 12月22日 、TBS） - 赤西吾郎 役[9]
- トドメの接吻（2018年1月7日 - 3月11日、日本テレビ） - 布袋道成 役
- 神奈川発地域ドラマ R134/湘南の約束（2018年6月27日、NHK BSプレミアム） - 主演・須和洸太 役[10]
- 僕の初恋をキミに捧ぐ（2019年1月19日 - 3月2日、テレビ朝日） - 鈴谷昂 役
- 賭ケグルイ  Season2（2019年4月1日 - 4月29日、MBS / 2019年4月3日 - 5月1日、TBS） - 村雨天音 役
- 偽装不倫（2019年7月10日 - 9月11日、日本テレビ） - 伴野丈 役[26]
- 八つ墓村（2019年10月12日、NHK BSプレミアム） - 駐在 役
- 連続テレビ小説（NHK）
  - エール（2020年11月17日 - 27日） - 霧島アキラ 役[27]
  - ちむどんどん（2022年5月31日 - 9月30日） - 青柳和彦 役[28]
- ドラマWスペシャル あんのリリック-桜木杏、俳句はじめてみました-（2021年2月27日・3月6日、WOWOW） - 連城昴 役[29]
- 特集ドラマ 創作テレビドラマ大賞 星とレモンの部屋（2021年3月19日、NHK） - 矢木 涼 役[30]
- ソロモンの偽証（2021年10月3日 - 11月21日、WOWOW） - 神原和彦 役[31]
- ドラフトキング（2023年4月8日 - 6月10日、WOWOW） - 神木良輔 役[32]
- ラストマン-全盲の捜査官- 第1話（2023年4月23日、TBS） - 渋谷英輔 役[33]
- アイドル誕生 輝け昭和歌謡（2023年12月1日、NHK BSプレミアム4K / 2024年1月2日、NHK BS） - 都倉俊一 役[34]
- さよならマエストロ〜父と私のアパッシオナート〜（2024年1月14日 - 3月17日、TBS） - 森大輝 役[35]
- 大河ドラマ べらぼう〜蔦重栄華乃夢噺〜（2025年1月5日 - 、NHK） - 田沼意知 役[36]
- 藤子・F・不二雄 SF短編ドラマ シーズン3「みどりの守り神」（2025年3月26日、NHK BSプレミアム4K）[37]
- しあわせは食べて寝て待て（2025年4月1日 - 5月27日、NHK総合） - 羽白司 役[38]

### 映画
- 映画 賭ケグルイ（2019年5月3日、ギャガ） - 村雨天音 役
- his（2020年1月24日、ファントム・フィルム） - 主演・井川迅 役[12]
- 短編映画「ATEOTD」（2020年9月25日、イオンエンターテイメント）
- 騙し絵の牙（2021年3月26日、松竹） - 矢代聖 役[39]
- ムーンライト・シャドウ（2021年9月10日、S・D・P・エレファントハウス） - 等 役[40][41]
- グッバイ・クルエル・ワールド（2022年9月9日、ハピネットファントム・スタジオ） - 矢野大輝 役[42][43]
- レジェンド&バタフライ（2023年1月27日、東映） - 明智光秀 役[44]
- エゴイスト（2023年2月10日、東京テアトル） - 中村龍太 役[45]
- はざまに生きる、春（2023年5月26日、ラビットハウス） - 主演・屋内透 役[46]
- 52ヘルツのクジラたち（2024年3月1日、ギャガ） - 新名主税 役[47]
- 佐藤さんと佐藤さん（2025年秋公開予定、ポニーキャニオン） - 主演・佐藤タモツ 役（岸井ゆきのとダブル主演）[48]

### 劇場アニメ
- 「僕が愛したすべての君へ」「君を愛したひとりの僕へ」（2022年10月7日、東映） - 主演・⾼崎 暦 / ⽇⾼ 暦 役

### テレビ番組
- おとなの基礎英語（2016年4月 - 2017年4月、NHK Eテレ） - 、森島悠太 役[6]
- 週末の本音タイム 金曜日くらい褒められたい（2016年11月4日 - 2018年3月30日、BS朝日） - MC
- sumikaのコシカケ（2017年12月 - 2018年3月、スペースシャワーTV） - ナレーション
- sumikaのコシカケ 特別編（2018年9月 、 2019年3月、スペースシャワーTV） - ナレーション、ゲスト出演[49]
- 目撃!にっぽん「見えない傷と生きてゆく」（2020年7月19日、NHK総合） - ナレーション
- 探究の階段（2021年4月1日 -、テレビ東京） - ナレーション

### 舞台
- BOAT（2018年7月16日 - 26日、東京芸術劇場プレイハウス） - 主演[11]
- 豊饒の海（2018年11月3日 - 5日 東京・紀伊國屋サザンシアター TAKASHIMAYA（プレビュー公演）、11月7日 - 12月12日 同所（本公演）、12月8日 - 9日 大阪・森ノ宮ピロティホール） - 飯沼勲 役
- CITY（2019年5月18日 - 26日 埼玉県 ･彩の国さいたま芸術劇場、2019年5月29日 兵庫県 兵庫県立芸術文化センター 、2019年6月1日・2日愛知県 穂の国とよはし芸術劇場PLAT）
- ピサロ（2020年3月13日 - 4月20日、東京・PARCO劇場） - アタウアルパ 役[50]
- ボクの穴、彼の穴。（2020年9月17日 - 9月23日、東京芸術劇場プレイハウス） - ボクB 役
- ピサロ（2021年5月15日 - 6月6日、東京・PARCO劇場） - アタウアルパ 役[51]
- COCOON PRODUCTION 2023「パラサイト」（2023年6月5日 - 7月2日、THEATER MILANO-Za / 7月7日 - 17日、新歌舞伎座） - 金田順平 役[52]

### MV
- バニラビーンズ 「女はそれを我慢しない」（2015年）
- sumika 「Summer Vacation」（2017年）
- 安藤裕子「一日の終わりに」（2020年）

### ラジオドラマ
- FMシアター 「いざ行かむ 短歌甲子園へ」（2018年9月22日、NHK-FM） - 小峰修次郎 役[53]

### CM
- JR東日本 JR SKISKI「冬が胸にきた。」篇（2016年 - 2017年）
- 大塚製薬 ボディメンテ（2019年 - 2021年）
- オリオンビール オリオン ザ・ドラフト - ※ 沖縄地区限定
  - 「のどごし」篇（2021年10月12日 - ）[54]
  - 「世界自然遺産」篇（2022年1月20日 - ）[55]
  - 「沖縄の味 チキン」篇（2022年5月31日 - ）[56]
- アダストリア GLOBAL WORK
  - 「スッキレイニットは、まちがいない服。」篇（2024年2月29日 - ）[57]
  - 「さらさらリラックスは、まちがいない服。」篇「エアかるイージーパンツは、まちがいない服。」篇（2024年4月18日 - ）[58]
  - 「メルティニットは、まちがいない服。」篇（2024年10月31日 - ）[59]
  - 「リッチクリーンTeeは、まちがいない服。海の⾒える部屋」篇（2025年4月17日 - ）[60]
  - 「リッチクリーンTee は、まちがいない服。暑くなってきたら」篇（2025年6月12日 - ）[61]

### 広告
- ルコックスポルティフ アンバサダー（2019年1月25日 - ）
- PARCO「SPECIAL IN YOU.」第14弾広告（2020年2月 - 8月）
- Levis「TYPE 1 ジーンズ」キャンペーンアンバサダー（2020年9月 - ）
- KASHIYAMA（カシヤマ）2020年秋冬、2021春夏プロモーション（2020年10月 - ）
- UGG「CA805 Classic Weather」2020秋冬キービジュアル（2020年10月）
- Wpc. 2021コレクション コラボレーションビジュアル（2021年3月）
- シャネル（CHANEL）フレグランス＆ビューティおよびウォッチ＆ファイン ジュエリー ジャパンアンバサダー（2022年4月 - ）
- 宣伝会議コピーライター養成講座 2022ビジュアル（2022年7月）

### その他
- 「シャネル（CHANEL）」エキシビション「MADEMOISELLE PRIVÉ TOKYO マドモアゼル プリヴェ展 - ガブリエル シャネルの世界へ」（2019年10月19日 - 12月1日） - オーディオガイド（日・英）担当
- 「ガブリエル・シャネル展 Manifeste de mode」 - 三菱一号館美術館（2022年6月18日 - 9月25日） - オーディオガイド（日・英）担当

## 書籍

### 写真集
- Next Journey（2023年1月20日、集英社）

### 雑誌
- MEN'S NON-NO（2015年10月号 - 、集英社） - 専属モデル[7]

### 絵本
- ほしがりやのクジラ（2025年3月27日、トゥーヴァージンズ） - 翻訳[62]（文 - レイチェル・ブライト（英語版）、絵 - ジム・フィールド（英語版））ISBN 978-4-86791-045-0

## 受賞

### 映画
2020年
- 第12回TAMA映画賞 最優秀新進男優賞（『his』）
- 第45回報知映画賞 新人賞（『his』）[63]
- 第42回ヨコハマ映画祭 最優秀新人賞（『his』）[64]

2021年
- 第30回日本映画批評家大賞 新人男優賞（南俊子賞）（『his』）[65]

2022年
- 第45回日本アカデミー賞 新人俳優賞（『騙し絵の牙』）[66]

2023年
- 第16回アジア・フィルム・アワード 最優秀助演男優賞（『エゴイスト』）
- 第36回日刊スポーツ映画大賞 石原裕次郎新人賞（『エゴイスト』『はざまに生きる、春』）[67]

2024年
- 第78回毎日映画コンクール 男優助演賞（『エゴイスト』）[68]

### その他
2021年
- WEIBO Account Festival in Tokyo 2020 微博日本群英会「若手俳優賞」[69]